# Жалоба Ігор Володимирович
Ігор Володимирович Жал́оба (21 лютого 1964 р., с. Кроква Кельменецького р-ну Чернівецької обл.) — історик (доктор історичних наук), професор, завідувач кафедри міжнародних відносин та міжнародного права Київського університету імені Бориса Грінченка. Від початку повномасштабного наступу РФ на Україну є солдатом ЗСУ.

## Біографія
Історик, доктор історичних наук (2005 р.), професор (2007 р.). Закінчив історичний факультет Чернівецького державного університету (1986 р.).
У 1986—1990 — бібліограф наукової бібліотеки ЧДУ, навчання в заочній аспірантурі при ЧДУ. У 1991 р. захистив кандидатську дисертацію на тему: «Шляхи сполучення Буковини: історія будівництва та їх народногосподарське значення (кінець XVIII — початок XX ст.)» (науковий керівник — Гриценко І. А.).
З 1990 по 2004 рр. — викладач Чернівецького національного університету ім. Ю. Федьковича, водночас у 2002—2004 рр. — директор наукової бібліотеки ЧНУ.
У 1998—1999 рр. наукове стажування в Австрії як стипендіата «Лізе Майтнер стипендії».
У 2004—2007 рр. — доцент, професор кафедри міжнародних відносин та зовнішньої політики, перший заступник директора Інституту міжнародних відносин Київського міжнародного університету.
У 2005 р. захистив докторську дисертацію на тему: «Політика австрійського уряду щодо шляхів сполучення на північному сході монархії в останній чверті XVIII — на початку 70-х років XIX ст.»
У 2007—2012 рр. — профессор, завідувач кафедри міжнародної інформації, заступник директора з наукової роботи Інституту міжнародних відносин Національного авіаційного університету.
З 2012 р. — завідувач кафедри дипломатичної і консульської служби Дипломатичної академії України при МЗС України, голова спеціалізованої ради з захисту дисертацій на здобуття наукового ступеня доктора (кандидата) наук за спеціальністю «Всесвітня історія» в Дипломатичній академії України при МЗС України.
Член правління Міжнародної асоціації дослідження історії залізниць. Президент українського осередку Пан'європейського Союзу.

## Публікації
Має понад 120 наукових публікації, у тому числі в наукових виданнях Австрії, Німеччини, Англії, Молдови, Румунії, Польщі, Іспанії.

### Монографії
- Інфраструктурна політика австрійського уряду на північному сході монархії в останній чверті XVIII — 60-х роках XIX ст. (на прикладі шляхів сполучення). — Чернівці: Книги — XXI, 2004. — 520 с.
- Урядування та економіка Буковини (австрійський період). — Чернівці: Зелена Буковина, 2008. — 192 с. (у співавт. з М. Никифораком).
- Across the Borders: Financing the World's Railways in the Nineteenth and Twentieth Centuries edited by Ralf Roth and Guenter Dinhobl. — Bodmin: Ashgate, 2008. — 323 p. (P. 49-62).
- Städte im europäischen Raum: Verkehr, Kommunikation und Urbanität im 19. und 20. Jahrhundert hrsg. von Ralf Roth. — Stuttgart: Franz Steiner Verlag, 2009. — 270 S. (S. 63-86). (у співавт. з І. Піддубним).
- Потяг надій та інші залізничні сполучення: [концепія, упорядкув. та заг. ред. Т. Гаврилів]. — Львів: ВНТЛ-Класика, 2011. — 384 с. (С. 19-30).
- Українсько-австрійські зустрічі. — Львів: ВНТЛ-Класика, 2011. — 348 с. (С. 90-98 (укр. і нім. мовами).
- Eastern European railways in transition: nineteenth to twenty-first centuries / edited by Ralf Roth and Henry Jacolin, supported by Marie-Noelle Polino and August Veenendaal. — Dorchester: Ashgate, 2013. — 391 p. (P. 183—202).

### Статті у вітчизняних виданнях
- Днестровский водный путь и его роль в развитии связей Северной Буковины с Россией в XIX — начале XX веков // Вопросы истории СССР: Респ. межвед. науч. сб. — Харьков, 1990. — Вып. 35. — С. 119—124.
- Міжнародно-економічні аспекти лісної торгівлі Дністром наприкінці XVIII — першій половині XIX ст. // Проблеми історії міжнародних відносин: Зб. наук. ст. — Чернівці, 1993. — С. 105—121.
- Пароплави на Дністрі // Буковинський журнал. — 1994. — Ч. 3-4. — С. 101—107.
- Розвиток залізниць Австрійської імперії від початку будівництва до 1854 р. // Питання історії нового та новітнього часу: Зб. наук. ст. — Чернівці, 1995. — Вип. 4. — Ч. I. — С. 46-56.
- Будівництво чернівецького колійного двірця в середині 60-х років XIX ст. та буковинська громадськість // Буковинський журнал. — 2000. — Ч.1-2. — С. 85-96.
- Дністер як транспортна артерія у 50-х рр. XIX ст. // Галичина. Науковий і культурно-просвітній краєзнавчий часопис. — 2000. — Ч. 4. — С. 84-89.
- Політика австрійського уряду щодо залізниць у Галичині в 50-х роках XIX ст.: спроба аналізу мети та результатів // Наукові зошити історичного факультету Львівського національного університету імені Івана Франка. Зб. наук. праць. — Львів: ЛНУ ім. Франка, 2001. — Вип. 4. — С. 111—117.
- До історії створення й розвитку наукової бібліотеки Чернівецького університету (1852—1918 рр.) // Історико-політичні проблеми сучасного світу: Зб. наук. ст. — Чернівці: Рута, 2005. — Т. 10-11. — С. 129—137 (співавт.: Г. Чебан).
- Державна підтримка цивільної авіації на Буковині у міжвоєнний період (1918—1939 рр.) // Малий і середній бізнес (право, держава, економіка): Економіко-правовий, науково-практичний журнал. — 2008. — № 1-2. — С. 319—323 (співавт.: І. А. Піддубний).
- Чернівці у комунікаційному просторі імперії Габсбурґів 1774—1914 // Незалежний культурологічний часопис «Ї». — 2009. — Число 56. http://www.ji.lviv.ua/n56texts/zhaloba.htm#_ednref54 [Архівовано 3 квітня 2015 у Wayback Machine.]
- Діяльність консульських установ Габсбурзької монархії другої половини XIX ст. (за матеріалами засідань Буковинської торгово-промислової палати) // Науковий вісник Дипломатичної академії України. — К., 2009. — Вип. 15. — С. 392—402.
- Сполучення Львова з Віднем: з історії залізниці Карла Людвіґа // Краєзнавство. — 2011. — № 4. — С. 199—203.

### Статті у зарубіжних виданнях
- Буковинский сплав леса Прутом и его притоками в XIX — начале XX вв. // Anuarul Muzeului Naţional de Istorie a Moldovei: II, Anul 1992. — Chisineu, 1995. — P. 255—262.
- Шляхи сполучення Буковини (Кінець XVIII — перша половина XIX ст.) // Analele Bucovinei. — Bucureşti-Rădăuţi: Editura Academiei Române, 1997. — № 3. — P. 727—746) (укр. і рум. мовами) (у співавт. з Т. С. Яценюком).
- Гуцули Буковини та лісосплави Прутом і Черемошем у XIX — на початку XX ст. // Гуцульщина. Ілюстрований журнал всегуцульської єдности. Видає Об'єднання Гуцулів Західньої Діяспори. — Торонто, січень 1998. — Ч. 50. — Рік XIV. — С. 33-34.
- Atitudinea guvernului austriac privind construirea cailor ferate in Moldova in anii 40-50 ai secolului al XIX-lea (dupa materialele inedite din Arhivele Statului de la Viena) // Codrul Cosminului. Analele stiintifice de istorie ale Universitatii «Stefan cel Mare», serie noua. — Suceava, 1999. — Nr. 5 (15). — P. 305—314.
- Das erste Schienenbahnprojekt für die Bukowina (1843) // Südostdeutsches Archiv. — München: R. Oldenbourg Verlag, 1999 / 2000. — XLII. / XLIII Bd. — S. 41-46.
- Podurile Cernăuţiului (I) Чернівецькі мости (І) // Lumea Carpatică. Revistă de cultură şi civilizaţie tradiţională. — 2002. — Nr. 4. — P. 66-72 (укр. і рум. мовами).
- Podurile Cernăuţiului (II) Чернівецькі мости (II) // Lumea Carpatică. Revistă de cultură şi civilizaţie tradiţională. — 2003. — Nr. 1(5). — P. 81-86 (укр. і рум. мовами).
- Eine Erinnerungs-Medaille von E.A. Ziffer // Südostdeutsches Archiv. Begründet von Fritz Valjavec. Im Auftrag der Südostdeutschen Historischen Kommission herausgegeben von Harald Heppner und Gerhard Seewann. — München: R. Oldenbourg Verlag, 2003 / 2004. — XLVI./XLVII. Bd. — S. 112—118 (у співавт. з С. Пивоваровим).
- Podurile Cernăuţiului (III) Чернівецькі мости (III) // Lumea Carpatică. Revistă de cultură şi civilizaţie tradiţională. — 2005. — Nr. 2(10). — P. 84-96 (укр. і рум. мовами).
- Westorientierung der Ukraine // Paneuropa Österreich. — 2009. — Nr. 4. — Jg. 34. — S. 21-23.
- Freiheitskampf der Ukraine // Paneuropa Österreich. — 2010. — Nr. 1. — Jg. 35. — S. 8-10.
- Die Staatsgrenze der Ukraine 1918—2010: historische Entstehung und heutiger Zustand // Kärnten Dokumentation. — Sonderband 3: Grenzen: Grenzenlos 1918/20 : 2010 hrsg. von Peter Karpf, Werner Platzer, Udo Puschnig. — Klagenfurt am Wörtersee, 2010. — S. 129—141.
- Zhaloba I. Chernivtsi-Odessa Railway Project: Idea and Reality of the 19th century 60s [Електронний ресурс] // Actas del VI Congreso de Historia Ferroviaria. 6º Congreso de Historia Ferroviaria. 5 al 7 de septiembre de 2012, Vitoria-Gasteiz, Domingo Cuéllar Villar, Miguel Muñoz Rubio y Francisco Polo Muriel (editores). — Fundación de los Ferrocarriles Españoles, 2012. — ISBN 978-84-89649-90-3. — 1 CD-R.

## Нагороди
Нагороджений Почесною відзнакою Чернівецької обласної державної адміністрації "Орден «Буковина» та почесними грамотами Крайового уряду Каринтії (Австрія).